# Manifesto Futurista

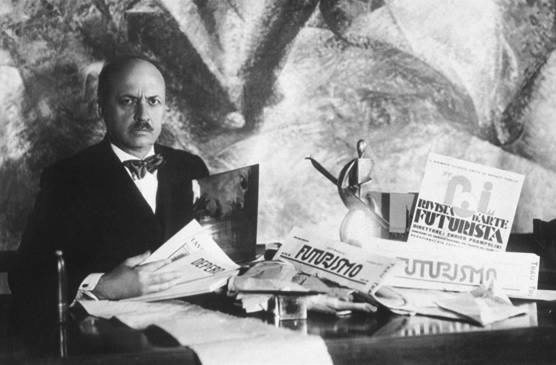
Filippo Tommaso Marinetti, autor do Manifesto Futurista.

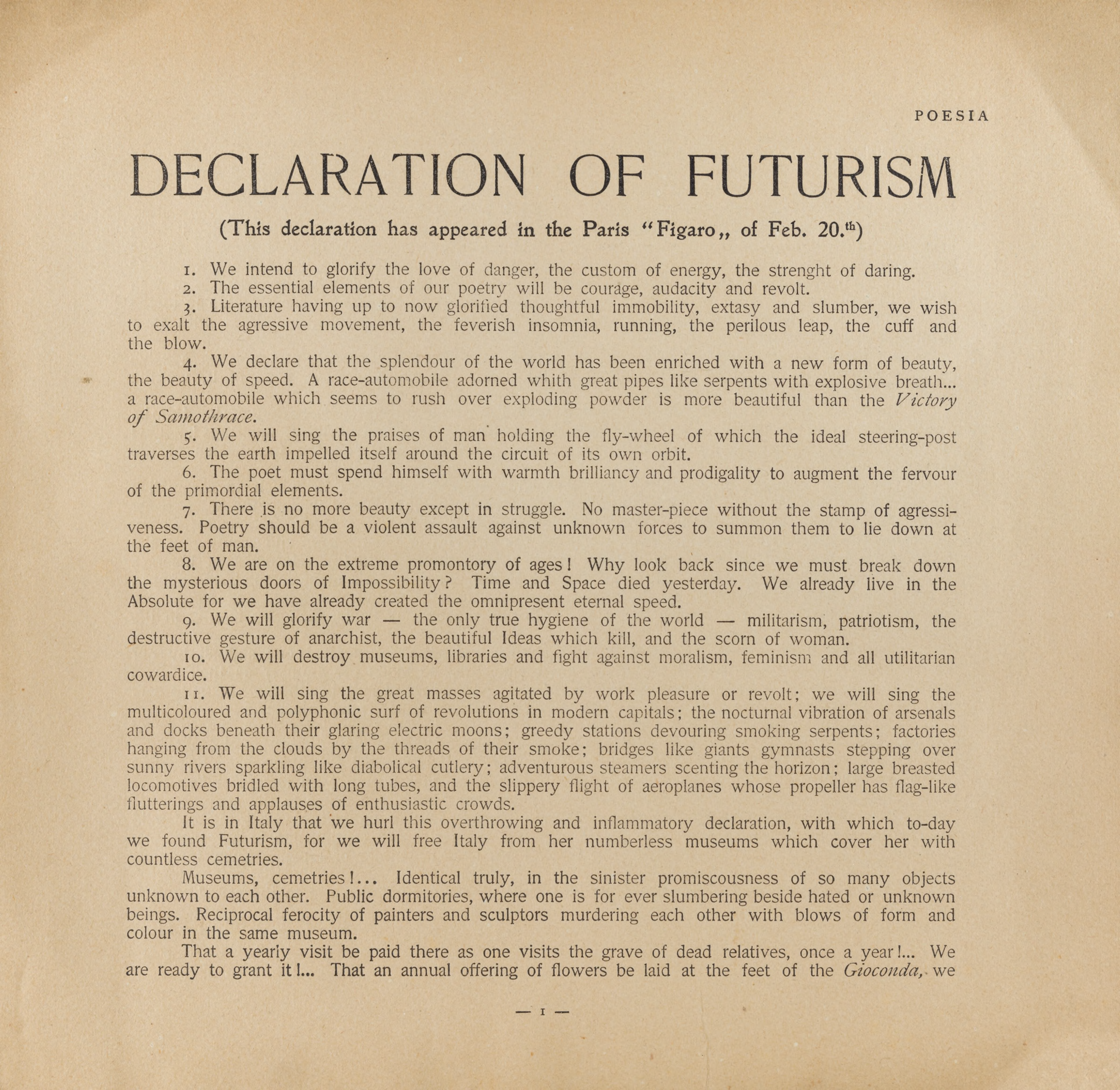
Primeira página da versão inglesa do Manifesto Futurista, como apareceu no Poesia, periódico fundado por Marinetti.

O Manifesto Futurista foi escrito pelo poeta italiano Filippo Tommaso Marinetti, e publicado no jornal francês Le Figaro em 20 de fevereiro de 1909. Este manifesto marcou a fundação do futurismo, um dos primeiros movimentos da arte moderna. Consistia em 11 itens que proclamavam a ruptura com o passado e a identificação do homem com a máquina, a velocidade e o dinamismo do novo século.

## Sobre o conteúdo
Os limites da literatura italiana no final do chamado Ottocento (século XIX), sua falta de conteúdos fortes, seu laissez-faire silencioso e passivo, são combatidos por futuristas (ver artigos 1, 2 e 3) e sua reação inclui o uso de excessos pretendia provar a existência de uma dinâmica classe intelectual italiana sobrevivente.
Neste período em que a indústria assume uma importância cada vez maior em toda a Europa, os futuristas precisam confirmar que a Itália está presente, tem uma indústria, tem o poder de participar da nova experiência e encontrará a essência superior do progresso em seus principais símbolos como o carro e sua velocidade (ver artigo 4). O nacionalismo nunca é declarado abertamente, mas é evidente.
Os futuristas insistem que a literatura não será ultrapassada pelo progresso, ao contrário, ela absorverá o progresso em sua evolução e demonstrará que tal progresso deve se manifestar dessa maneira, porque o homem usará esse progresso para, sinceramente, deixar sua natureza instintiva explodir. O homem está reagindo contra a força potencialmente avassaladora do progresso e grita sua centralidade. O homem usará a velocidade, não o contrário (ver artigos 5 e 6).
A poesia ajudará o homem a consentir que sua alma faça parte de tudo isso (ver artigos 6 e 7), indicando um novo conceito de beleza que se referirá ao instinto humano de agressão.
O sentido da história não pode ser desprezado, pois este é um momento especial, muitas coisas vão se transformar em novas formas e novos conteúdos, mas o homem será capaz de passar por essas variações (ver artigo 8), trazendo consigo o que vem do início da civilização.
No artigo 9º, a guerra é definida como uma necessidade para a saúde do espírito humano, uma purificação que permite e beneficia o idealismo. Sua glorificação explícita da guerra e suas propriedades "higiênicas" influenciaram a ideologia do fascismo. Marinetti foi muito ativo na política fascista até que se retirou em protesto contra a "Grandeza Romana", que passou a dominar a estética fascista.
O artigo 10 afirma: “Queremos demolir museus e bibliotecas, combater a moral, o feminismo e toda a covardia oportunista e utilitarista”.

## Manifesto Futurista
1. Nós queremos cantar o amor ao perigo, o hábito da energia e do destemor.
2. A coragem, a audácia, a rebelião serão elementos essenciais de nossa poesia.
3. A literatura exaltou até hoje a imobilidade pensativa, o êxtase, o sono. Nós queremos exaltar o movimento agressivo, a insônia febril, o passo de corrida, o salto mortal, o bofetão e o soco.
4. Nós afirmamos que a magnificência do mundo enriqueceu-se de uma beleza nova: a beleza da velocidade. Um automóvel de corrida com seu cofre enfeitado com tubos grossos, semelhantes a serpentes de hálito explosivo... um automóvel rugidor, que correr sobre a metralha, é mais bonito que a Vitória de Samotrácia.
5. Nós queremos entoar hinos ao homem que segura o volante, cuja haste ideal atravessa a Terra, lançada também numa corrida sobre o circuito da sua órbita.
6. É preciso que o poeta prodigalize com ardor, fausto e munificência para aumentar o entusiástico fervor dos elementos primordiais.
7. Não há mais beleza, a não ser na luta. Nenhuma obra que não tenha um caráter agressivo pode ser uma obra-prima. A poesia deve ser concebida como um violento assalto contra as forças desconhecidas, para obrigá-las a prostrar-se diante do homem.
8. Nós estamos no promontório extremo dos séculos!... Por que haveríamos de olhar para trás, se queremos arrombar as misteriosas portas do Impossível? O Tempo e o Espaço morreram ontem. Nós já estamos vivendo no absoluto, pois já criamos a eterna velocidade onipresente.
9. Nós queremos glorificar a guerra — única higiene do mundo — o militarismo, o patriotismo, o gesto destruidor dos libertários, as belas ideias pelas quais se morre e o desprezo pela mulher.
10. Nós queremos destruir os museus, as bibliotecas, as academias de toda natureza, e combater o moralismo, o feminismo e toda vileza oportunista e utilitária.
11. Nós cantaremos as grandes multidões agitadas pelo trabalho, pelo prazer ou pela sublevação; cantaremos as marés multicores e polifônicas das revoluções nas capitais modernas; cantaremos o vibrante fervor noturno dos arsenais e dos estaleiros incendiados por violentas luas elétricas; as estações esganadas, devoradoras de serpentes que fumam; as oficinas penduradas às nuvens pelos fios contorcidos de suas fumaças; as pontes, semelhantes a ginastas gigantes que cavalgam os rios, faiscantes ao sol com um luzir de facas; os piróscafos[2] aventurosos que farejam o horizonte, as locomotivas de largo peito, que pateiam sobre os trilhos, como enormes cavalos de aço enleados de carros; e o voo rasante dos aviões, cuja hélice freme ao vento, como uma bandeira, e parece aplaudir como uma multidão entusiasta.

É da Itália, que nós lançamos pelo mundo este nosso manifesto de violência arrebatadora e incendiária, com o qual fundamos hoje o "futurismo", porque queremos libertar este país de sua fétida gangrena de professores, de arqueólogos, de cicerones e de antiquários. Já é tempo de a Itália deixar de ser um mercado de belchiores. Nós queremos libertá-la dos inúmeros museus que a cobrem toda de inúmeros cemitérios.

## Significado
Este manifesto foi publicado bem antes da ocorrência de qualquer um dos eventos do século XX que são comumente sugeridos como um significado potencial para este texto. Muitos deles ainda não podiam ser imaginados. Por exemplo, a Revolução Russa de 1917 foi a primeira revolução mantida com sucesso do tipo descrito no artigo 11. A série de levantes camponeses em menor escala que tinha sido conhecida como a Revolução Russa anterior às ocorrências de 1917 ocorreu nos anos imediatamente anteriores. a publicação do manifesto e instigou a criação pela Duma Estatal de uma constituição russa em 1906.
O efeito do manifesto é ainda mais evidente na versão italiana.
O manifesto de fundação não continha um programa artístico positivo, que os futuristas tentaram criar em seu subsequente Manifesto Técnico de Pintura Futurista (1914). Isso os comprometeu com um "dinamismo universal", que deveria ser diretamente representado na pintura. Os objetos, na realidade, não estavam separados uns dos outros nem de seus arredores: "As dezesseis pessoas ao seu redor em um ônibus motorizado são por sua vez e ao mesmo tempo um, dez quatro três; estão imóveis e trocam de lugar... O ônibus a motor invade as casas por onde passa, e por sua vez as casas se jogam sobre o ônibus e se confundem com ele”.